# San Pedrito (subte de Buenos Aires)
San Pedrito es la estación terminal oeste de la línea A del Subte de Buenos Aires. 
Cuenta con andén central, escaleras mecánicas, ascensores, cartelería informativa y televisores. Posterior a esta estación se encuentra la Cochera San Pedrito.

## Ubicación
Se encuentra ubicada debajo de la Avenida Rivadavia entre la avenida Nazca/San Pedrito y las calles Argerich y Quirno, en el límite de los barrios porteños de Flores y Floresta.

## Historia
Se inauguró el viernes 15 de febrero de 2013, luego de varias demoras por la falta de material rodante para soportar la extensión, la estación de Flores se inauguró unos meses después por retraso.

## Hitos urbanos
- Avenida Nazca
- Basílica de San José de Flores
- Plaza General Pueyrredón

## Imágenes

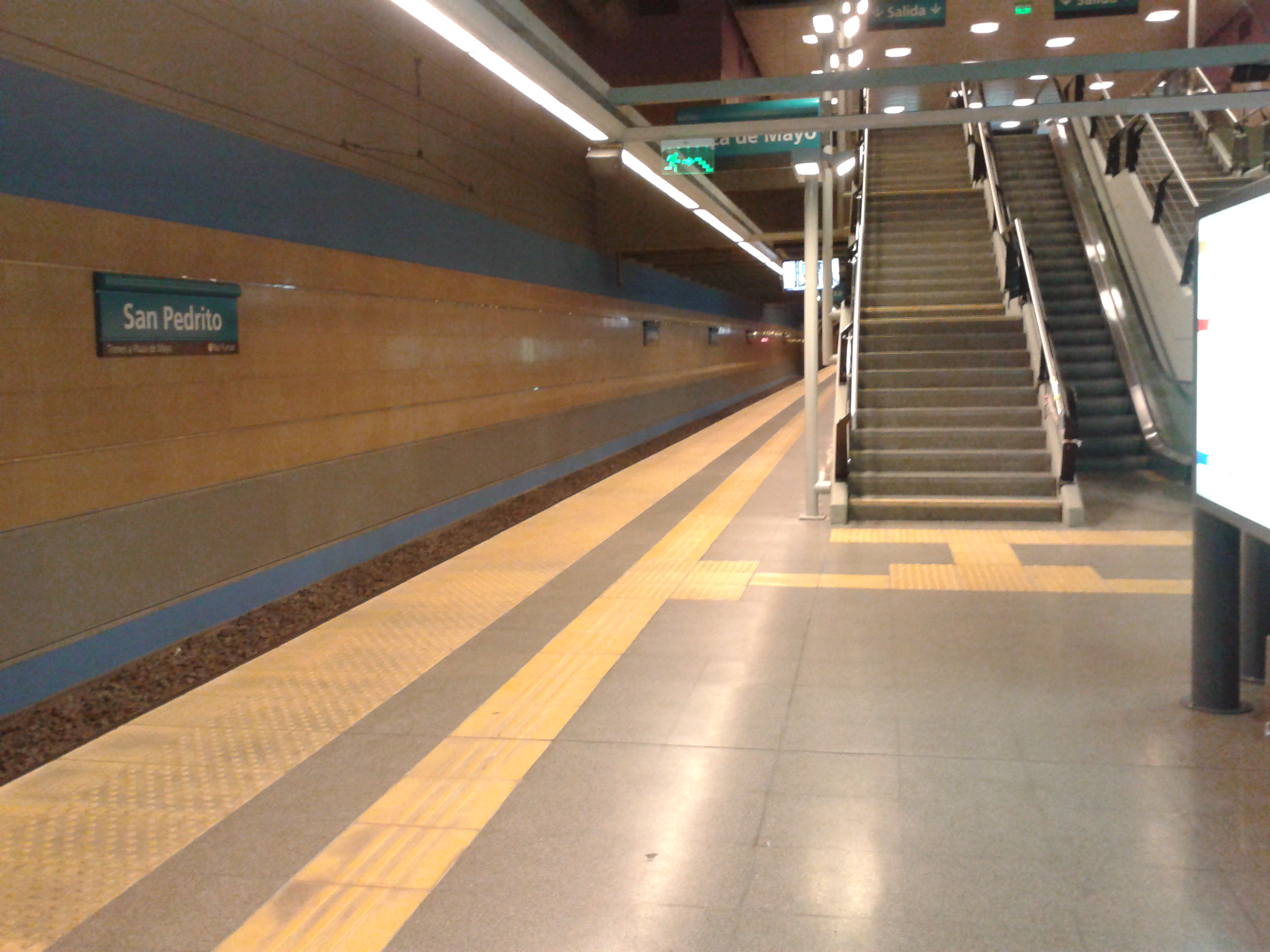
El andén vacío
- Formación CNR